# Jordi Sugranyes Agràs
Jordi Sugranyes Agràs (Reus, 24 de juny de 1972) és un cronista musical català que va començar a seguir concerts el 1988 i a enregistrar-los en vídeo el 1992.
Va iniciar-se en el món de la ràdio el 1989, quan va cofundar amb Josep Cartanyà el programa de música en català Cops i flames a Ràdio Músic Club de Reus, En aquella època també va crear l'Associació Cultural Espais de Música en català, entitat sense ànim de lucre que tenia per objectiu promocionar els músics i intèrprets d'expressió catalana.
A finals de la dècada del 1990 va crear el portal “Web de la música en Català”. A la televisió, entre 1998 i 2001 va dirigir el programa d'actualitat musical A tot watt de Canal Reus TV. El 2006 creà el bloc de videocròniques StockdesoTV. I el 2007, a proposta d'Adrià Salas de La Pegatina, va acceptar posar en marxa i actualitzar regularment “El bloc del Crack del Sona9”. El 2014 tornaria a la ràdio recuperant el programa Catalunya en fórmula a Ràdio Valls.
El 2018 havia gravat 2.800 directes i el 2019 en portava 3.000. El 2019 publicà les seves memòries com a «El Crack del Sona9» en les que recollí 30 anys de música en català amb el títol Joventut més enllà. 30 anys de música en català (La Banya Edicions).
El 19 de maig de 2023 el grup El Pony Pisador va fer un concert que resultarial en el 3.5500 al que assistiria Jordi Sugranyes, i per l'ocasió es va emetre un programa especial en forma de concert muntat pel programa Popap de Catalunya Ràdio.

## Llibres
- Sugranyes Agràs, Jordi. Joventut més enllà. 30 anys de música en català.  La Banya Edicions, 2019. ISBN 9788461799435.